# 所羅門拉皮茲 (堪薩斯州)
所羅門拉皮茲（英語：Solomon Rapids）是位於美國堪薩斯州米切爾縣的一個非建制地區。

## 地理
所羅門拉皮茲所處的海拔為高於海平面425米（即1394英呎），而該地所採用的時區為UTC-6，即北美中部時區（CST）。同時該地設有夏令時間，為UTC-6調快一小時，即UTC-5（CDT）。